# Listă de regizori de film - J
|  | Liste alfabetice de regizori de film A - B - C - D - E - F - G - H - I - J - K - L - M - N - O - P - Q - R - S - T - U - V - W - X - Y - Z |

| - Peter Jackson (* 1961) - Georg Jacoby (1882-1964) - Benoit Jacquot (* 1947) - Wanda Jakubowska - Just Jaeckin (* 1940) - Miklós Jancsó (1921-2014) - Alexandre Jardin (* 1965) - Derek Jarman (1942-1994) | - Jim Jarmusch (* 1954) - Jean-Pierre Jeunet (* 1953) - Patty Jenkins - Norman Jewison (* 1926) - Jaromil Jireš - Alejandro Jodorowsky (* 1929) - Clark Johnson - Terry Jones (* 1942) | - Chuck Jones (1912-2002) - Spike Jonze - Neil Jordan - Edward José - Jon Jost - Rudolf Jugert (1907-1979) - Winfried Junge (*1935) |